# Postverwaltung des Malteserordens
Die Postverwaltung des Malteserordens (it. Poste Magistrali dell’Ordine di Malta) unterhält seit einigen Jahrzehnten ein Postamt im Magistralpalast des Souveränen Malteserordens, der eigene Briefmarken ausgibt und mit einer wachsenden Zahl von Staaten postalische Beziehungen unterhält.

## Malta
Noch zu der Zeit, als der Malteserorden Landesherr der heutigen Republik Malta war (1530–1798), richtete er 1571 für die Ordensregierung einen Kurierdienst ein, der als Vorläufer seiner heutigen Poste Magistrali angesehen werden kann. Er diente zunächst ausschließlich der Beförderung von Dokumenten der Ordensregierung, die dann über bereits bestehende Verteilernetze Europas beispielsweise an seine weitverzweigte Ordensniederlassungen gelangten. Erst 1612 öffnete er diesen Postdienst auch für Ordensangehörige und die Bevölkerung Maltas. Vermutlich wuchs das Postvolumen der Privatpersonen so an, dass der Orden seit der Mitte des 18. Jahrhunderts offenbar eine Beförderungsgebühr erhob.

## Rom

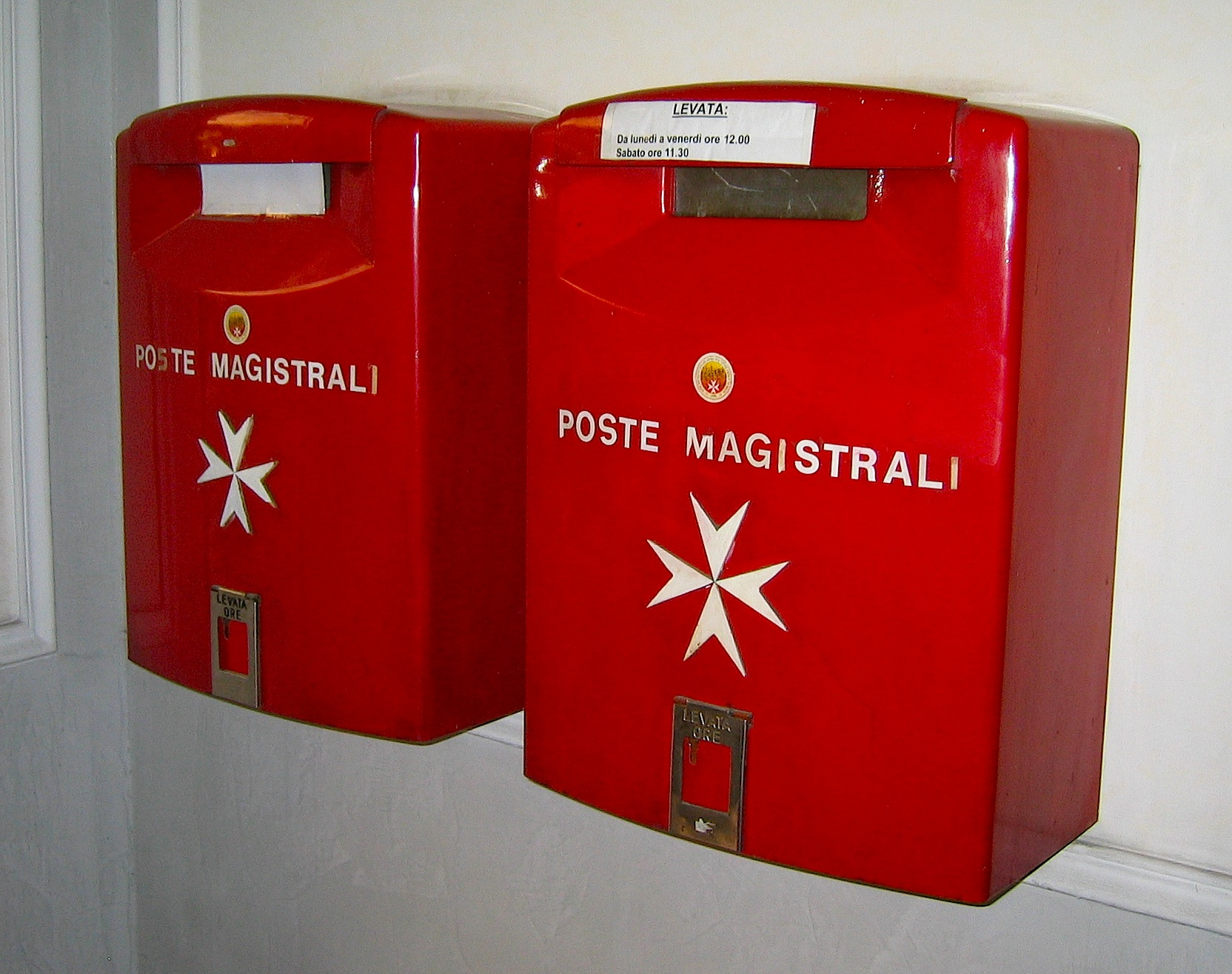
Briefkästen der Poste Magistrali am Magistralpalast in Rom

Im Jahre 1834 verlegte der Orden seinen Sitz nach Rom. Dort, im Palazzo Malta, an der Via Condotti (Zugang über einen Nebeneingang in der Via Bocca di Leone), begründete er eine neue Postverwaltung und gab über sein Postamt ab 1966 eigene Briefmarken aus. Bereits einige Wochen zuvor hatte der Orden das Außenministerium Italiens von dem Vorhaben unterrichtet und hatte Italien daraufhin per Communiqué kundgetan, die Postwertzeichen des Ordens hätten im Verkehr von oder nach Italien keine Gültigkeit. Ein vom Orden angestrebtes Postabkommen kam nicht zustande.
Der Regierungssitz des Malteserordens ist italienisches Hoheitsgebiet, genießt aber einen völkerrechtlichen Sonderstatus (Exterritorialität). Der Funktionsbereich der Postverwaltung war daher äußerst gering: Sie konnte Sendungen nur innerhalb des weitläufigen Palazzo Malta oder aber zu seinem ebenfalls exterritorialen Anwesen auf dem Aventin (Piazza dei Cavalieri di Malta) befördern. Offensichtlich ging der Orden davon aus, dass seine beschränkte Souveränität, vielfach als funktionale Souveränität bezeichnet, es erlaubte, eine Postverwaltung zu gründen, sie auf italienischem Hoheitsgebiet in Ansehung der exterritorialen Vorrechte mit einem Postamt zu unterhalten und Postsendungen auf/über italienisches Gebiet, auf dem er keine Vorrechte besaß, zu befördern. Steculorum erwägt, ob bereits dadurch die Posthoheit (Territorialhoheit) Italiens verletzt gewesen sein könnte. Diese Art von Postverwaltung mag eher als ein institutioneninterner Postverteildienst mit lediglich fakultativer Frankatur gewesen sein.
Die Wertangabe auf den Ordensmarken erfolgte in der Währung des Malteserordens, die er heute noch – eher zu Sammlerzwecken – ausgibt (letzte Prägung gemäß Homepage des Ordens – Stand: Januar 2015). Da es wirtschaftlich nicht sinnvoll gewesen wäre, Briefporto mit den Edelmetallmünzen des Ordens zu bezahlen, wurden die Freimarken gemäß einer ausliegenden Umrechnungstabelle in Lira und später in Euro bezahlt.

## Bilaterale Postabkommen
Im Jahre 1975 befreite Malta die Ordenspostverwaltung von ihrer nahezu funktionslosen Bedeutung und machte aus den Marken des Ordens Briefmarken in fast landläufigem Sinne: Malta schloss als erster Staat mit dem Orden ein befristetes, aber mittlerweile ausgelaufenes bilaterales Postabkommen. So konnte man in Rom Sendungen mit der Frankatur des Ordens im Magistralpostamt nach Malta aufgeben. Nach und nach folgten weitere bilaterale Postabkommen, von denen etliche noch in Kraft sind.
Derzeit bestehen postalische Beziehungen mit 57 Staaten bzw. deren Postdiensten. Der Weltpostverein wandte sich schon früh gegen die melitensische (= auf den Malteserorden bezogene) Postverwaltung und erkennt diese bis zum heutigen Tage nicht an. Dadurch bleibt der Orden weiterhin auf bilaterale Abkommen verwiesen. Die Verträge unterliegen der Vertraulichkeit; in Sammlerkreisen zirkulieren jedoch Abkommenstexte mit verschiedenen Partnerländern. Österreich hat vermutlich zum Zwecke der Transformation des bilateralen Abkommens in österreichisches Recht dieses im Bundesgesetzblatt für jedermann zugänglich veröffentlicht. Dort ist auch das ungewöhnliche Procedere beschrieben, wie die Postsendungen vom Palazzo Malta über italienisches Hoheitsgebiet nach Österreich gelangen sollten, da mit Italien kein Postabkommen bestand. Mit der Republik Malta schloss der Malteserorden 1998 einen Vertrag über seinen dortigen Sitz auf dem Fort St. Angelo in Birgu (Vittoriosa). Ins Auge gefasst wurde dort die Idee einer Briefmarkenabgabe des Ordens auf St. Angelo. Ob damit ein zusätzliches Postamt entstehen sollte, wird nicht deutlich. Jedenfalls ist bisher ein solches Zusatzabkommen nicht geschlossen worden.
Besondere Bedeutung haben die Postabkommen mit dem Staat der Vatikanstadt (2008) und der italienischen Post (2004). Schließlich war es ein päpstliches Tribunal gewesen, dass 1953 die funktionale Souveränität als eine Art beschränkter Souveränität des Ordens im Vergleich zu Staaten feststellte; der Orden anerkannte das Urteil in diesem Punkt vollumfänglich. Anscheinend gehen die vatikanischen Stellen davon aus, dass die Posthoheit des Malteserordens Teil seiner (eingeschränkten) Souveränität ist. Ob Italien mit dem Postvertrag die auf seinem Hoheitsgebiet, im Palazzo Malta, tätige melitensische Postverwaltung indirekt anerkennt, kann lediglich vermutet werden, denn die italienische Post ist schon lange keine staatliche Einrichtung mehr, sondern privatrechtlich organisiert. Sie ist es, die, nun förmlich anerkennend, den postalischen „Transitverkehr“ von der melitensischen Postverwaltung zum Bestimmungsland übernimmt. Es liegen zumindest noch keine größeren Untersuchungen zur Vereinbarkeit dieser Postabkommen mit der funktionalen Souveränität des Ordens als Völkerrechtssubjekt mit ausschließlich medizinisch-karitativem Aufgabenfeld vor.

## Wertangabe auf den Briefmarken
Vertragsgemäß lauten die Wertangaben auf den Ordensbriefmarken nunmehr auf Euro. Offenbar durfte oder wollte Italien als Mitglied der Europäischen Währungsunion nicht, dass auf seinem Hoheitsgebiet der Einsatz einer weiteren Währung durch den Postvertrag sanktioniert würde, selbst wenn die Briefmarken rein tatsächlich per Euro bezahlt wurden. Der Orden hat damit allerdings den einzigen formal bestehenden Verwendungszweck für seine Währung aufgegeben; auch in seinem Feld hoheitlicher Betätigung ist er nunmehr vollständig – vermutlich unilateral – euroisiert. In dem Postabkommen gibt es jedenfalls keinen Hinweis auf ein flankierendes Währungsabkommen mit der Europäischen Union oder mit Italien, wie es etwa für den Staat der Vatikanstadt oder San Marino besteht. Es soll hier offen bleiben, wie ein solcher unilateraler Akt wirtschaftsvölkerrechtlich zu beurteilen wäre.